# さくらんぼタントクルセンター
さくらんぼタントクルセンターは、山形県東根市にある総合保健福祉施設。

## 解説
東根市の子育て支援、保健福祉の地域活動の拠点としての機能を果たすために整備が進められ、2005年に開館。建物はコの字型で、保育所の園庭（すこやか広場）を建物全体が包み込むような設計がなされている。
東根市が山形県内の他市町村に先駆けて環境ISO14001を取得していたこともあり、施設全体の熱源はオール電化方式となっており、一部は太陽光発電装置を設置している。
東根市のシンボルである東根の大ケヤキのように、人々が集い、学び、共生する拠点の場としたことが背景にあり、名称のタントはイタリア語で「たくさん」「いっぱい」という意味があり、タントクルにはたくさんの市民が訪れてほしい施設という願いが込められている。
無料で利用できる施設もあるが、施設によっては利用料金が発生する。

## 沿革
- 1999年（平成11年）8月 - 総合保健福祉センターの早期建設についての要望書を提出。翌月、議会に請願書を提出し採択。
- 2003年（平成15年）
  - 8月 - 建設工事着手。
  - 11月 - 施設名称募集。
- 2004年（平成16年）
  - 1月 - 施設名称募集終了。
  - 2月 - 施設名称がさくらんぼタントクルセンター、遊びセンターはけやきホール、保育所はひがしね保育所と名称が決定。
  - 10月 - 外構工事着手。
- 2005年（平成17年）
  - 1月 - 建設工事終了。
  - 3月 - 外構工事終了。
  - 4月 - 開館。
- 2011年（平成23年）10月30日 - 内閣府特命担当大臣（行政刷新、「新しい公共」、少子化対策、男女共同参画）の蓮舫が視察[6]。

## 施設概要

### 子育て支援エリア
- ひがしね保育所
- 地域子育て支援センター
- けやきホール
  - 東根の大ケヤキをモチーフとした大型遊具のほか、子どもシアターなどがある。

### 保健福祉エリア
- 保健福祉センター

### 医療エリア
- 休日診療所

### 共有エリア
- 共有施設
  - 502席（うち身障者席2席）を備えた大ホールなどがある。

### 事務エリア
- 福祉、保健事務室

## フロアマップ
| 2F |
| --- |
| 大ホール（2 - 3階に配置） 視聴覚室 栄養指導室 調理実習室 教養娯楽室 ミーティングルーム (1 - 7) ラウンジ       |
| 1F |
| 子育て支援センター 保健センター 休日診療所 喫茶コーナー けやきホール 子どもシアター ふれあいプラザ 健康福祉部 |

## 利用時間・休館日
- 利用時間
  - ホール・ミーティングルーム・視聴覚室・栄養指導室・調理実習室・教養娯楽室
    - 8:30 - 22:00

  - けやきホール
    - 9:00 - 18:30

  - 子育て支援センター
    - 9:00 - 18:30
- 休館日
  - 毎月第二水曜日（8月のみ第4水曜日）※祭日の場合は翌日

## アクセス
- 自動車
  - 東北中央自動車道 東根ICより約15分[7]
  - 山形空港から約15分[1]。
  - 230台収容の無料駐車場あり
- 鉄道
  - JR奥羽本線 さくらんぼ東根駅より徒歩10分[7]。

## 周辺
- 東根市役所
- 職業訓練センター
- まなびあテラス
- イオン東根店
- 山形県立東桜学館中学校・高等学校

など